# Rika Hiraki
Rika Hiraki (jap. 平木理化 Hiraki Rika; ur. 6 grudnia 1971 w Bejrucie, Liban) – tenisistka japońska, zwyciężczyni wielkoszlemowego French Open 1997 w grze mieszanej (z Hindusem Bhupathim), reprezentantka w Pucharze Federacji.
Jej kariera zawodowa przypadła na lata 1991-2003. W czołowej setce rankingu światowego gry pojedynczej figurowała w 1997, zajmując w styczniu t.r. miejsce nr 72. Cztery razy w karierze osiągnęła III rundę (1/16 finału) w grze pojedynczej w turniejach wielkoszlemowych - trzy razy w Australian Open (1996, 1997, 1998) oraz na Wimbledonie (1992). Dwa razy docierała do półfinałów turniejów cyklu WTA Tour (Tokio Japan Open 1991 i Pattaya 1991); do jej najważniejszych indywidualnych zwycięstw można zaliczyć pokonanie Holenderki Brendy Schultz-McCarthy (rozstawionej z numerem 10 w Australian Open 1997) i Belgijki Dominique Van Roost (Aucland 1997).
Większe sukcesy osiągnęła w grze podwójnej. Wygrała sześć zawodowych turniejów, w dalszych siedmiu osiągnęła finał; w październiku 1997 była klasyfikowana na pozycji nr 26 w rankingu deblistek. Wśród jej partnerek deblowych były Amerykanka Amy Frazier, Japonka Nana Miyagi, a także Polka Aleksandra Olsza. Największy sukces odniosła w 1997, wygrywając wspólnie z Hindusem Maheshem Bhupathim turniej miksta w wielkoszlemowym French Open; było to pierwsze zwycięstwo reprezentanta Japonii w tym turnieju.
Reprezentowała Japonię w Pucharze Federacji w 1993, 1998 i 2001; występowała tylko w deblu, partnerując Miyagi oraz Yoshidzie. Preferowała grę z głębi kortu; zawodniczka praworęczna, z bekhendem oburęcznym.

## Finały turniejów WTA
| Legenda                | Legenda |
| ---------------------- | ------- |
| Wielki Szlem           |         |
| Igrzyska olimpijskie   |         |
| WTA Tour Championships |         |
| 1988 – 2008            |         |
| Kategoria I            |         |
| Kategoria II           |         |
| Kategoria III          |         |
| Kategoria IV           |         |
| Kategoria V            |         |

### Gra podwójna
| Końcowy wynik | Nr | Data                 | Turniej      | Nawierzchnia | Partnerka                | Przeciwniczki                          | Wynik finału  |
| ------------- | -- | -------------------- | ------------ | ------------ | ------------------------ | -------------------------------------- | ------------- |
| Finalistka    | 1. | 21 kwietnia 1991     | Pattaya      | Twarda       | Akemi Nishiya            | Nana Miyagi Suzanna Wibowo             | 1:6, 4:6      |
| Zwyciężczyni  | 1. | 27 października 1991 | San Juan     | Twarda       | Florencia Labat          | Sabine Appelmans Camille Benjamin      | 6:3, 6:3      |
| Zwyciężczyni  | 2. | 12 kwietnia 1992     | Tokio        | Twarda       | Amy Frazier              | Kimiko Date Stephanie Rehe             | 5:7, 7:6, 6:0 |
| Finalistka    | 2. | 26 kwietnia 1992     | Kuala Lumpur | Twarda       | Petra Langrová           | Isabelle Demongeot Natalija Medwediewa | 6:2, 4:6, 1:6 |
| Finalistka    | 3. | 25 września 1994     | Tokio        | Twarda       | Amy Frazier              | Julie Halard Arantxa Sánchez Vicario   | 1:6, 6:0, 1:6 |
| Finalistka    | 4. | 17 września 1995     | Nagoya       | Dywanowa     | Park Sung-hee            | Kerry-Anne Guse Kristine Radford       | 4:6, 4:6      |
| Zwyciężczyni  | 3. | 14 kwietnia 1996     | Dżakarta     | Twarda       | Naoko Kijimuta           | Laurence Courtois Nancy Feber          | 7:6, 7:5      |
| Zwyciężczyni  | 4. | 23 lutego 1997       | Oklahoma     | Twarda       | Nana Miyagi              | Marianne Werdel Tami Whitlinger Jones  | 6:4, 6:1      |
| Zwyciężczyni  | 5. | 20 kwietnia 1997     | Tokio        | Twarda       | Alexia Dechaume-Balleret | Kerry-Anne Guse Corina Morariu         | 6:4, 6:2      |
| Zwyciężczyni  | 6. | 28 września 1997     | Surabaya     | Twarda       | Kerry-Anne Guse          | Maureen Drake Renata Kolbovic          | 6:1, 7:6      |
| Finalistka    | 5. | 19 kwietnia 1998     | Tokio        | Twarda       | Amy Frazier              | Naoko Kijimuta Nana Miyagi             | 3:6, 6:4, 4:6 |
| Finalistka    | 6. | 22 listopada 1998    | Pattaya      | Twarda       | Aleksandra Olsza         | Els Callens Julie Halard-Decugis       | 6:3, 2:6, 2:6 |
| Finalistka    | 7. | 14 listopada 1999    | Pattaya      | Twarda       | Yuka Yoshida             | Jelena Kostanić Tina Pisnik            | 6:3, 2:6, 4:6 |